# Kyril (Schiff, 1903)
Die Kyril (bulg.: Кирил) war ein 1903 gebautes Passagier- und Frachtschiff der bulgarischen Reederei Societé Commerciale Bulgare de Navigation à Vapeur. Bis 1906 führte sie als Devonia die britische Flagge, ab 1934 als Eleni, Evangelos Georgiou und Fragiscos die griechische Flagge bis zu ihrer Versenkung 1941.

## Bau und technische Daten
Das Schiff wurde als Passagier- und Frachtschiff auf der Werft Grandes Chaud. d’Anvers in Hoboken (heute ein Stadtteil von Antwerpen) mit der Baunummer 97 auf Kiel gelegt und lief Anfang 1903 vom Stapel. Die Fertigstellung und Ablieferung fand im Februar des Jahres statt. Das Schiff war 52,4 Meter lang, 8,2 Meter breit und hatte einen Tiefgang von 3,3 Metern. Es war mit 441 BRT (nach anderen Angaben mit 509 BRT) bzw. 211 NRT vermessen. Die Tragfähigkeit betrug 300 tdw. Eine Dreifach-Expansions-Dampfmaschine der Société Anonyme Mt. d’Anvers aus Antwerpen erzeugte 123 nominale bzw. 750 indizierte PS und ermöglichte über eine Schraube eine Geschwindigkeit von 9,0 bis 10,0 Knoten. Das Schiff bot Unterkünfte für 44 Passagiere der Ersten Klasse sowie für 6 Passagiere der Zweiten Klasse.

## Geschichte

### BritischeDevonia
Ursprünglicher Auftraggeber für den Neubau war die britische Reederei Anglo-French Steamship Company aus Saint Peter Port auf Guernsey, die 1898 dort von dem Unternehmer Onesimus Dorey – als eine von mehreren Reedereien – gegründet und 1908 bereits wieder aufgelöst wurde. Das Betätigungsfeld der kleinen Reederei mit fünf Schiffen lag nach den vorliegenden Quellen – wie auch die anderen Firmen des Gründers – im Küstenhandel zwischen den Kanalinseln, der britischen Südküste und dem französischen Festland. Die Devonia wiederum soll für touristische Fahrten auf der Themse genutzt worden sein. Bereits 1906 verkaufte die Anglo-French Steamship Company das Schiff wieder.

### BulgarischeKyril
In Bulgarien stellte die Reederei Societé Commerciale Bulgare de Navigation à Vapeur das Schiff Anfang April 1906 als Kyril in Dienst. Zusammen mit der Varna und der kleinen Sofia bildeten sie die erste Erweiterung der Reedereiflotte in den Jahren 1903 bis 1906. In den folgenden Jahren setzte die Reederei das Schiff hauptsächlich an der Schwarzmeerküste und den Häfen an der nördlichen Ägäisküste ein.
Während des Ersten Balkankrieges 1912 wurde die Kyril aufgrund der Blockade der türkischen Marine zunächst im Hafen von Warna aufgelegt. Im Zweiten Balkankrieg von 1913 verlegte die bulgarische Regierung alle Schiffe zunächst nach Burgas, dann nach Sewastopol, um sie nicht in die Hände der rumänischen Truppen fallen zu lassen. Von dort kehrten die Kyril und die anderen bulgarischen Schiffe im Juli nach Warna zurück. Auch im Ersten Weltkrieg blieb die Kyril zunächst im Hafen von Warna und wurde ab 1916 mit der Sofia für Nahrungsmitteltransporte zwischen Baltschik, Kawarna und Warna herangezogen.
Im Sommer 1926 ersetzte die Kyril die außer Dienst gestellte Sofia und übernahm deren Fahrten im Küstenbereich bis zum Sommer 1928, als sie durch das neue Schiff Evdokia ersetzt wurde. Im März 1931 wurde die Kyril endgültig stillgelegt und zwei Jahre später verkauft.

### GriechischeEleni,Evangelos GeorgiouundFragiscos
Nach der Ausmusterung in Bulgarien gelangten schon damals viele ältere Schiffe nach Griechenland, wo sie noch einige Jahre in Dienst blieben. Die Reederei Theodoros S. Loverdos übernahm das Schiff und nutzte es als Eleni bis zum Verkauf im Jahr 1937. Die Reederei Theodoros S. Loverdos aus Piräus war eine der zahlreichen griechischen Kleinst-Reedereien der damaligen Zeit, die nur über ein einziges Schiff verfügten. Über den zweiten griechischen Besitzer, die Reederei Evangelos G. Georgiou & Ioannis C. Miras, Piräus, liegen noch weniger Informationen vor. Während dieser Jahre hieß das Schiff Evangelos Georgiou, bevor es 1940 weiterverkauft wurde.
Auch der letzte Besitzer, die Reederei Fragiscos Sigalas aus Piräus, gab dem Schiff einen neuen Namen, das nun Fragiscos hieß, und noch im Dezember des Jahres von der griechischen Regierung requiriert wurde. Im Folgejahr fiel das Schiff den Kämpfen in Griechenland zum Opfer: Am 27. April 1941 versenkten Bomber der deutschen Luftwaffe die Fragiscos unter dem Kommando des Kapitäns Georgios Fragiscos in einer Bucht des Insel Kythera. Das Wrack wurde nach dem Krieg verschrottet.